# Run for Cover (Gary-Moore-Album)
Run for Cover ist das sechste Studioalbum des britischen Hardrock- und Blues-Gitarristen Gary Moore. Das Album erschien im September 1985 bei 10 Records.

## Entstehung und Veröffentlichung
Die Erstveröffentlichung von Run for Cover erfolgte am 2. September 1985 bei 10 Records. Das Album erschien in seiner Originalausführung als CD (Katalognummer: DIXCD 16), LP (Katalognummer: 207 283) und MC (Katalognummer: OVEDC 274). Während die LP-Fassung neun Titel umfasst, wurden die CD und Musikkassette um das Lied Out of My System erweitert. Am 28. April 2003 erschien bei Virgin Records eine remasterte Fassung mit drei Zusatztiteln, darunter das Duett Still in Love with You mit Phil Lynott sowie Liveaufnahmen zu Murder in the Skies und Stop Messin’ Around, von einem Konzert in Belfast am 17. Dezember 1984.
Mit Ausnahme von Military Man wurden alle Lieder der Standardversion vom Interpreten selbst geschrieben. Military Man wurde vom Duettpartner Phil Lynott verfasst, dafür übernahm Moore die Produktion, die einzige auf dem Album. Bei den Liedern All Messed Up und Empty Rooms erhielt Moore Unterstützung durch den Koautoren Neil Carter. Für die Produktion zeichneten zudem Beau Hill, Peter Collins, Andy Johns und Mike Stone verantwortlich. Neben Military Man nahm Moore auch das Lied Out in the Fields im Duett mit Lynott auf. Es handelt sich dabei um die die letzte Aufnahme Lynotts vor seinem Tod im Jahr 1986. Der frühere Deep-Purple-Bassist Glenn Hughes wirkte bei All Messed Up und Reach for the Sky mit.

## Inhalt
Das Album handelte bereits zum Teil von irischen Themen wie auch nachfolgende Veröffentlichungen. Die Ballade Empty Rooms ist ein Remake des vom Vorgängeralbum Victims of the Future bekannten Stücks von Moore.

## Titelliste
Alle Titel stammen von Gary Moore, außer wo anders angegeben.

### Original
Seite 1
1. Run for Cover – 4:13
2. Reach for the Sky – 4:46
3. Military Man (Phil Lynott) – 5:40
4. Empty Rooms (Moore/Neil Carter) – 4:17

Seite 2
1. Out in the Fields – 4:17
2. Nothing to Lose – 4:41
3. Once in a Lifetime – 4:18
4. All Messed Up (Moore/Carter) – 4:52
5. Listen to Your Heartbeat – 4:31

### CD
1. Run for Cover – 4:13
2. Reach for the Sky – 4:46
3. Military Man (Lynott) – 5:40
4. Empty Rooms (Moore/Carter) – 4:17
5. Out of My System – 4:01
6. Out in the Fields – 4:17
7. Nothing to Lose – 4:41
8. Once in a Lifetime – 4:18
9. All Messed Up (Moore/Carter) – 4:52
10. Listen to Your Heartbeat – 4:31

Die Remaster-Edition enthält folgende Bonustitel:
1. Still in Love with You (Thin Lizzy, Version von 1985)
2. Stop Messin’ Around (live in Belfast, 17. Dezember 1984)
3. Murder in the Skies (live in Belfast, 17. Dezember 1984)

## Mitwirkende
- Don Airey – Keyboard („Military Man“ und „Out in the Fields“)
- James Barton – Gesampeltes Schlagzeug („Empty Rooms“)
- Neil Carter – Begleitgesang („Run for Cover“, „Empty Rooms“, „Nothing to Lose“, „Once in a Lifetime“ und „Listen to Your Heartbeat“), Keyboards („Out of My System“, „Nothing to Lose“, „Once in a Lifetime“ und „Listen to Your Heartbeat“)
- Bob Daisley – E-Bass („Once in a Lifetime“)
- Gary Ferguson – Schlagzeug („Run for Cover“, „Once in a Lifetime“ und „All Messed Up“)
- Glenn Hughes – Bass („Run for Cover“, „Reach for the Sky“, „Out of My System“, „Nothing to Lose“ und „All Messed Up“), Gesang („Reach for the Sky“, „All Messed Up“, „Nothing to Lose“ und „Out of My System“)
- Phil Lynott – E-Bass, Gesang („Military Man“ und „Out in the Fields“)
- Gary Moore – Gitarre, Leadgesang (bei allen Songs)
- Charlie Morgan – Schlagzeug („Reach for the Sky“, „Military Man“ und „Out in the Fields“)
- Andy Richards – Keyboard (Alle außer „Nothing to Lose“ und „All Messed Up“)
- Paul Thompson – Schlagzeug („Out of My System“ und „Nothing to Lose“)

## Rezensionen
AllMusic lobte die „fantastischen“ Gesangsleistungen von Hughes und Lynott. Sie bewertete das Album mit vier von fünf Sternen.

## Kommerzieller Erfolg

### Chartplatzierungen
| ChartsChartplatzierungen       | Höchstplatzierung | Wochen |
| ------------------------------ | ----------------- | ------ |
| Deutschland (GfK)              | 27 (9 Wo.)        | 9      |
| Vereinigte Staaten (Billboard) | 146 (7 Wo.)       | 7      |
| Vereinigtes Königreich (OCC)   | 12 (8 Wo.)        | 8      |

### Auszeichnungen für Musikverkäufe
| Land/Region                  | Auszeichnungen für Musikverkäufe (Land/Region, Auszeichnung, Verkäufe) | Verkäufe |
| ---------------------------- | ---------------------------------------------------------------------- | -------- |
| Schweden (IFPI)              | Gold                                                                   | 50.000   |
| Vereinigtes Königreich (BPI) | Silber                                                                 | 60.000   |
| Insgesamt                    | 1× Silber · 1× Gold ·                                                  | 110.000  |

Hauptartikel: Gary Moore/Diskografie#Auszeichnungen für Musikverkäufe